# Ред Оук (Ајова)
Ред Оук (енгл. Red Oak) град је у америчкој савезној држави Ајова. По попису становништва из 2010. у њему је живело 5.742 становника.

## Демографија
Према попису становништва из 2010. у граду је живело 5.742 становника, што је -455 (-7.3%) становника више него 2000. године.
| Група             | 2000.         | 2010.         |
| Белци             | 5.974 (96,4%) | 5.386 (93,8%) |
| Афроамериканци    | 7 (0,1%)      | 19 (0,3%)     |
| Азијати           | 23 (0,4%)     | 13 (0,2%)     |
| Хиспаноамериканци | 133 (2,1%)    | 244 (4,2%)    |
| Укупно            | 6.197         | 5.742         |